# Zwarte dolfijn
De (noordelijke) zwarte dolfijn (Berardius bairdii) is een walvisachtige uit de familie der spitssnuitdolfijnen (Ziphiidae). Zijn naaste verwant is de zuidelijke zwarte dolfijn, die soms samen als één soort worden beschouwd, waarbij beide soorten vooral verschillen op het vlak van leefgebied. Het is de grootste bekende soort spitssnuitdolfijn.

## Naamgeving en ontdekkingsgeschiedenis
De Nederlandstalige naam wijst op de donkere, bruine kleur van de soort. De wetenschappelijke naam Berardius bairdii is vernoemd naar Spencer Baird, als eerbetoon door de eigenlijke ontdekker Leonhard Stejneger. Die had in 1882 een schedel met vier tanden van de soort gevonden op Beringeiland. Hoewel de soort pas toen voor het eerst beschreven werd, werd de soort al bejaagd door Japanse kustwalvisvaarders. De soort wordt er nog steeds bejaagd.

## Leefwijze
De zwarte dolfijn leeft in het noorden van de Stille Oceaan. Hij jaagt er in de diepzee naar koppotigen, schaaldieren en vis. Ze kunnen daarbij tot ruim een uur onder water blijven, maar meestal beperkt zich dit tot een halfuur. Ze leven in kleine tot middelgrote groepen van 3 tot 30 soortgenoten, hoewel grote groepen ook al gevonden zijn. Waarschijnlijk zijn hun veelvuldig voorkomende littekens te wijten aan speels of agressief gedrag binnen de groep.

## Beschrijving
De zwarte dolfijn heeft meestal 4 tanden: 2 op het uiteinde van de onderkaak en 2 kleinere wat verder op de onderkaak. Het vrouwtje wordt tussen 9,8 en 12,8 meter lang, de mannetjes tussen 9,1 en 12 meter. Hun gewicht kan tot 14.000 kg gaan. Mannetjes hebben een breder en bultiger voorhoofd dan vrouwtjes. Een pasgeboren kalf is circa 4,6 meter lang.